# Champnétery
Champnétery är en kommun i departementet Haute-Vienne i regionen Nouvelle-Aquitaine i västra Frankrike. Kommunen ligger i kantonen Saint-Léonard-de-Noblat som tillhör arrondissementet Limoges. År 2022 hade Champnétery 517 invånare.

## Befolkningsutveckling
Antalet invånare i kommunen Champnétery
| Referens: INSEE |